# Slag bij Bergen (1914)
De Slag bij Bergen is de slag die op 23 augustus 1914 geleverd werd tussen Britse en Duitse legers in de nabijheid van Bergen in België.

## Achtergrond

### Duitsland
Op 4 augustus 1914 vielen Duitse legers België binnen. In uitvoering van het Schlieffenplan trokken ze na het overschrijden van de Maas door Noord België om vervolgens naar het zuidwesten en het zuiden te zwenken, richting Frankrijk. Hun bedoeling was met een brede omvattende beweging de Franse troepen in Elzas-Lotharingen in de rug aan te pakken. Half augustus waren het 1ste Duitse Leger op de uiterst rechtse Duitse flank, en het 2de en 3de Duitse Leger, aangekomen in de streek noord van de Maas en een kanaal, gemeenlijk Canal du Centre genoemd. Het kanaal verbindt het Scheldebekken met het Maasbekken, pal west–oost, van Condé-sur-l’Escaut over Bergen tot Charleroi.

### Frankrijk
De Franse legers gingen daarop aan de Frans-Duitse grens ook in het offensief (7 augustus en 14 augustus). Op 21 augustus vielen het 3de en het 4de Franse Leger zoals voorzien in het plan XVII, de Ardeense regio binnen met als gevolg een ontmoetingsslag, de Slag om de Ardennen (21–23 augustus). Die veldslagen aan de Frans-Duitse en aan de Frans-Belgische grens en de daarop volgende Slag bij Charleroi  (21–23 augustus), en de Slag bij Bergen, (23 augustus) zouden bekend worden als de Slag aan de Grenzen. Het Franse 5de Leger dat oorspronkelijk opgesteld was achter de legers in Elzas Lotharingen, werd na de Slag om de Ardennen naar het westen verplaatst om de daar naar het zuiden opmarcherende Duitse legers te stoppen. Op 21 augustus bevond het 5de Leger zich tussen de Samber en de Maas. De Franse linie strekte zich uit van Belfort in het oosten tot Bergen en Charleroi in het zuiden van België. 

### Groot-Brittannië
Op 4 augustus, na de schending van de neutraliteit van België, verklaarde Groot-Brittannië de oorlog aan Duitsland. Groot-Brittannië zou een expeditiekorps sturen naar het Europees vasteland, de BEF (British Expeditionary Force). 
Vanaf 9 augustus 1914 werden onderdelen van het BEF overgebracht naar het Europese vasteland. Ze ontscheepten in Le Havre vanwaar ze per spoor naar een afwachtingszone rond Maubeuge (Noord Frankrijk) gebracht werden ter hoogte van de Franse linkerflank.
Dat expeditiekorps was samengesteld met eenheden van het Britse landleger. Het Britse landleger diende voor de controle en bescherming van de overzeese gebieden van het Britse Imperium. Het bestond uit geoefende en ervaren vrijwilligers, beroepssoldaten en reservisten. De Britse soldaat kon met zijn Lee Enfield geweer  doeltreffend 15 schoten per minuut afvuren op een doel ter grootte van een man op 300 yards (270 meter). De bekwaamheid snel en accuraat te kunnen vuren op grote afstand zou een belangrijke rol spelen in de komende veldslagen.

## Voorspel

### Onzekere inzichten
Alle partijen werden erg gehinderd door een gebrekkige communicatie en uitbating van informatie verworven door verkenningstroepen te paard en als het weer het toeliet door luchtverkenning. Ze waren voortdurend bezorgd om te weten waar de vijand was en wat zijn plannen waren. Het flankgevaar was een obsessie, zeker voor de Duitsers. Het Belgische leger dat teruggetrokken was naar de vesting Antwerpen was een latente dreiging en in Oostende konden te allen tijde Britse troepen ontschepen.

### Het 1ste Leger en 2de Duitse Leger
Het 1ste Duitse leger onder bevel van Alexander von Kluck bestond uit vier actieve legerkorpsen (II, III, IV, en IX Corps) en drie reservelegerkorpsen. Die laatste zouden verder bij Bergen geen rol spelen. Elk legerkorps bestond uit twee divisies met bijhorende artillerie en cavalerie.
Op 20, 21 augustus wisten de Duitse legercommandanten niet waar de Britse strijdkrachten zich bevonden. Ze vermoedden in de streek Rijsel, Kortrijk, Doornik. Het 1ste Duitse Leger was onder controle geplaatst van het 2de Duitse Leger. Dat was zeer tegen de zin van de commandant van het 1ste Leger. Die wilde richting zuidwest oprukken in de zin van het Schlieffenplan. De commandant van het 2de Duitse Leger, Generaal Karl von Bülow, was van oordeel dat een ontmoeting met het BEF onwaarschijnlijk was. Hij wilde op 23 augustus de Samber oversteken om het Franse 5de Leger, ten zuiden van de Samber ontplooid van Charleroi tot Namen aan te pakken. Het 1ste Duitse leger werd verplicht het 2de Duitse Leger te beveiligen richting Maubeuge en, in de richting noordwest, tegen uitvallen door de Belgen uit Antwerpen. 
Op 22 augustus werd het de Duitsers duidelijk, dankzij verkenningen door cavalerie en vliegtuigen, dat de Britten zich niet in de streek van Rijsel, Kortrijk, Doornik bevonden, maar wel op flank van het 5de Franse Leger, op het Canal du Centre van Bergen tot Ville-sur-Haine, 6 km oost van Bergen. 
Niettemin startte het 2de Duitse Leger op 22 augustus de aanval tegen het Franse 5de Leger, aan de andere kant van de Samber. Na de overschrijding van de Samber achtte het 1ste Duitse Leger dat het zijn opdracht in dienst van het 2de leger vervuld had en zoals eerst gedacht richting zuidwest kon oprukken. Op bevel van hoger hand moest het op 23 augustus richting zuid optrekken.

### Het Franse leger
Op 22 augustus was het 5de Franse Leger, rechts van het BEF, in gevecht met het Duitse 2de en 3de Leger: de Slag bij Charleroi. General Charles Lanrezac, de commandant van het Franse 5de Leger, vroeg het BEF het Canal du Centre vierentwintig uur te houden om de flank van het 5de Franse Leger te beschermen tegen een actie van het 1ste Duitse Leger.

### Het Britse expeditiekorps
Het Britse expeditiekorps was in vergelijking met de Franse en Duitse miljoenen sterke legers heel klein. Het telde In 1914 niet meer dan 80.000 manschappen. Het stond onder bevel van Field Marshal Sir John French. 
Het bestond uit twee legerkorpsen, een cavaleriedivisie en een onafhankelijke cavaleriebrigade. Het I ste Legerkorps bestond uit de 1ste en 2de Infanteriedivisie en werd bevolen door Sir Douglas Haig. Het II de Legerkorps bestond uit de 3de en 5de Infanteriedivisie en werd bevolen door Sir Horace Smith-Dorrien.
Elke divisie bestond uit drie brigades van vier bataljons en telde in totaal 18.073 man en 5.592 paarden. De divisies bestonden verder uit drie veldartilleriebrigades met in totaal vierenvijftig 18 pounder stukken, een houwitserbrigade met achttien houwitsers kaliber 4.5 duim en een batterij zware artillerie van vier  60 pounder stukken. Elke divisie beschikte over vierentwintig Vickers machinegeweren.

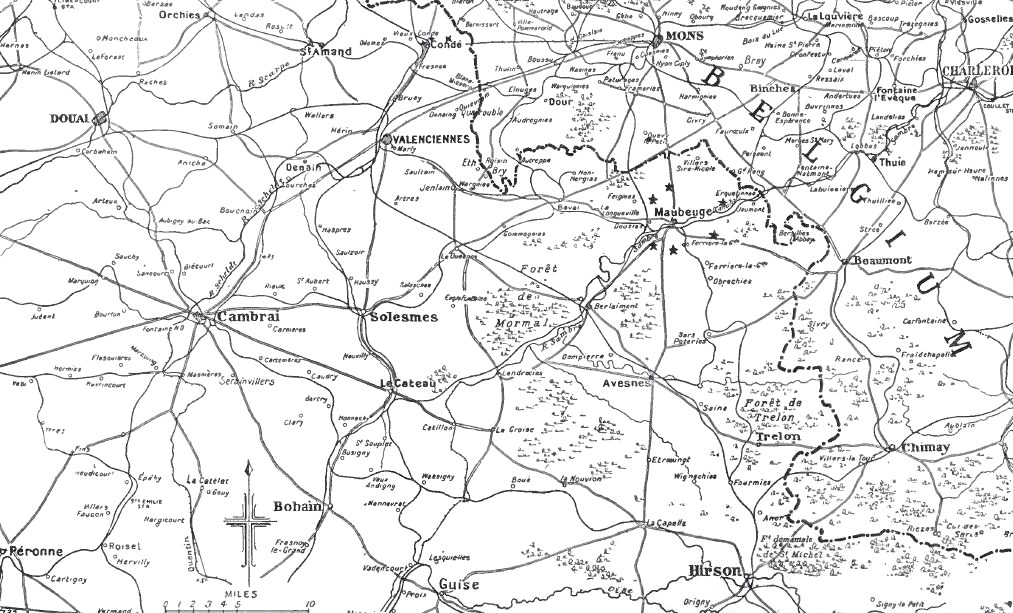
Het Britse operatiegebied, augustus 1914

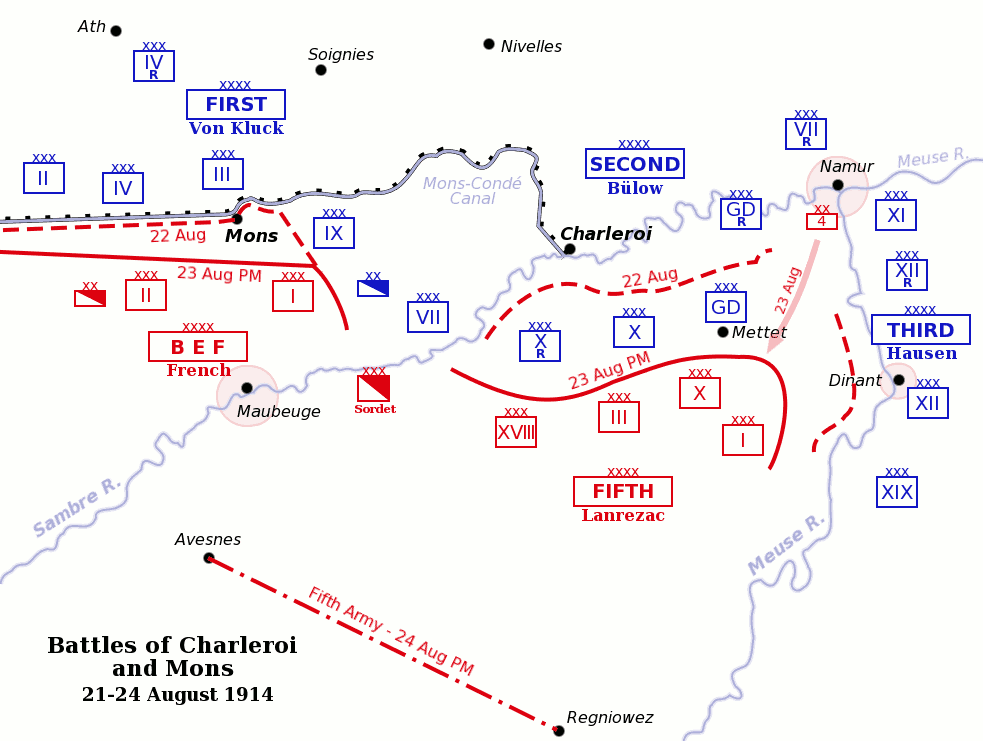
Dispositief van de Duitse, Britse en Franse troepen van 22 tot 24 augustus

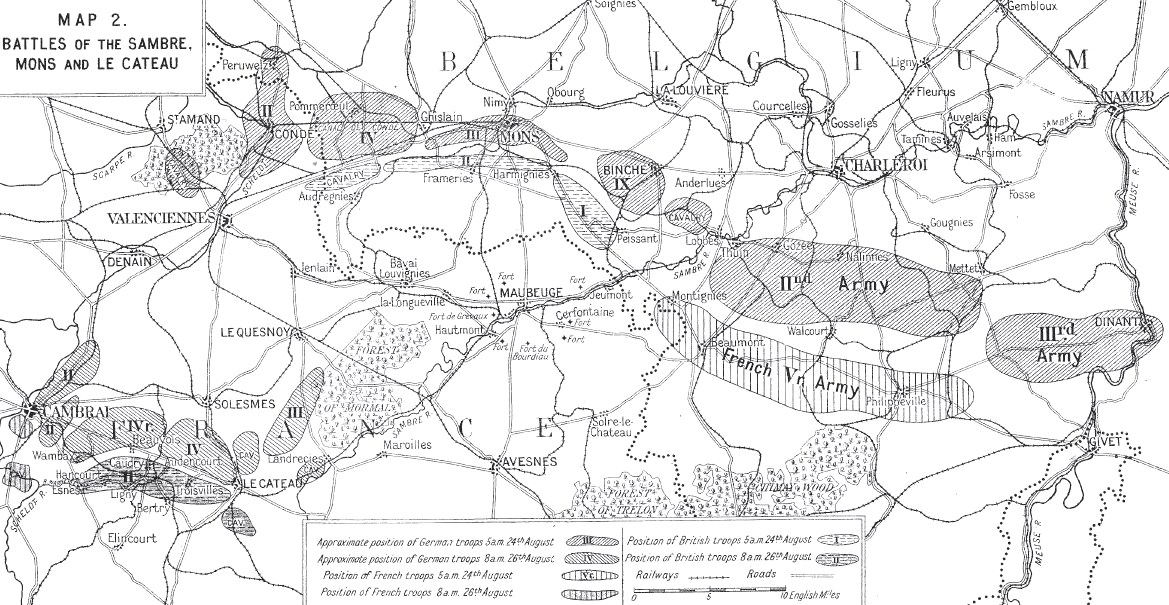
Dispositief van de Duitse, Britse en Franse troepen op 24 augustus om 5 uur ‘s morgens en op 26 augustus om 8 uur ‘s morgens

## De slag

### Noord van het kanaal
Op 21 augustus stootte een Brits ploeg verkenners per rijwiel bij Obourg, een dorp bij Bergen, noord van het kanaal, op een Duitse eenheid. Soldaat John Parr, een van de Britse verkenners, sneuvelde. Hij werd bekend als de eerste Britse soldaat die gevallen is tijdens de Eerste Wereldoorlog.
De ochtend van 22 augustus legden Britse dragonders bij Casteau, noord van het kanaal op de naderingsweg van Zinnik, naar Bergen een hinderlaag voor Duitse lansiers. Die merkten het gevaar en trokken zich terug. Waarop de Britten de achtervolging inzetten. De achtervolging eindigde met een charge met blanke wapens door het Britse eskadron. Die werd gestopt door afgestegen Duitse ruiters waarop ook de Britten afstegen en het gevecht verder gezet werd met vuurwapens.
De avond van 22 augustus nam het I ste Britse Legerkorps stelling langs het kanaal, front naar het noorden. Noord van het kanaal werden vooruitgeschoven posten opgesteld. Het BEF groef zich in achter het kanaal. Van Condé tot Bergen volgde het kanaal een rechte lijn over een twintigtal kilometer. Ten oosten van Bergen volgde het verder over zestien kilometer een min of meer rechte lijn en maakte dan een bocht van een vijfentwintigtal kilometer, een saillant in de defensieve stelling. Het kanaal liep door een dichtbevolkt industriegebied. Tal van kleinere en grotere bruggen, waaronder spoorwegbruggen verbonden de dorpen en de steden. Sluizen op het kanaal vingen het hoogteverschil op tussen de stroombekkens Schelde en Maas. Een paar kilometer zuid van het kanaal liep een spoorweg van Valenciennes over Bergen naar La Louvière en Charleroi. 
Het II de Legerkorps nam stelling loodrecht op het kanaal langs de weg van Bergen naar Beaumont om de rechterflank van het BEF te beschermen in het geval het 5de Franse Leger zijn stelling bij Charleroi zou moeten opgeven.

### Aan het kanaal
Het 1ste Duitse Leger begon de opmars op 23 augustus met drie legerkorpsen in lijn. Bij Condé, beschermde het IVde  Duitse Legerkorps de flank van het 1ste Leger door van Condé tot Doornik met één divisie en in samenwerking met het cavaleriecorps verkenningen uit te voeren.
De aanvaller nam de voorposten noord van het kanaal zoals bij Maisières en Saint-Denis onder artillerievuur en nadien ook de stelling op het kanaal zelf, in het bijzonder ter hoogte van de saillant gevormd door de bocht in het kanaal. Aanvankelijk naderden de Duitse troepen de defensieve stelling in gesloten colonne zoals op een parade. Ze werden een gemakkelijk doel voor het Britse gericht geweervuur op grote afstand, mitrailleusevuur en het krombaanvuur van de artillerie. Nadien gingen de Duitsers meer in verspreide formatie naderen en aanvallen.
Tegenover Bergen viel het IIIde Duitse Legerkorps aan met twee divisies. De brug noordoost van Wasmuel werd ondanks heftige weerstand veroverd. 
De spoorwegbrug bij Tertre werd veroverd, maar de overschrijding ervan werd ter plaatse gestopt door gericht geweervuur en machinegeweervuur.
Bij Jemappes konden de Duitsers het kanaal oversteken. Bij dageraad kregen ze met een verrassingsaanval de brug noord van Jemappes in handen.
Bij Pommereuil, verder in het westen, konden Duitse troepen het kanaal oversteken en de Britse terugtrekkende troepen achtervolgen richting Frameries en Ciply. De achtervolging kon bij het vallen van de nacht gestopt worden.
Oost van Bergen en in de Saillant viel het IXde Legerkorps aan. Om Nimy, direct oost van Bergen ontwikkelden zich heftige gevechten. De brug van Nimy kon aanvankelijk gehouden worden dankzij de uitzonderlijke moed van een luitenant en nadien een soldaat die de bediening van een machinegeweer hadden overgenomen van de gesneuvelde of gewonde bemanning.
Beiden zouden onderscheiden worden met het Victoriacross. Door een al even heldhaftige actie van een Duitse soldaat kwam de brug toch in Duitse handen.
De bruggen van Obourg vielen in Duitse handen ondanks hardnekkige weerstand. Daarna moesten ook de verdedigers van Nimy zich geleidelijk terugtrekken.
Bergen werd zonder ernstige weerstand ingenomen.
Om 9 uur, de morgen van 23 augustus, begon de infanterieaanval op vier bruggen in de saillant, verdedigd door vier bataljons. De bruggen konden aanvankelijk ondanks zware verliezen gehouden worden met vuursteun van de divisieartillerie
Aan de overschrijdingsplaatsen in Ville-sur-Haine moest de Britse cavalerie zich terug trekken. De aanvaller vorderde tot de weg van Saint-Symphorien naar  Saint-Ghislain een paar kilometer zuid van het kanaal.
De Duitsers pakten dan de verdedigers  aan vertrekkend van de rechte strook van het kanaal naar de saillant toe. Daarbij maakten ze gebruik van de sparrenaanplanting langs de noordkant van het kanaal. Ze konden tot op een paar honderd yards van het kanaal naderen en de Britten met geweervuur en maaiend machinegeweervuur bestoken. Het bataljon dat daar in lijn stond moest in de namiddag wijken voor de overmacht.
Om drie uur in de namiddag kreeg de 3de Divisie van het IIde  Britse Legerkorps en nadien ook de 5de Divisie order zich uit de saillant terug te trekken naar een stelling zuid van Bergen.
Tegen de avond van 23 augustus waren alle Britse troepen teruggeworpen tot de spoorweg. De Duitsers hadden pontonbruggen gebouwd en de vraag stelde zich of het defensief op de spoorweglijn of verder in diepte zou gevoerd worden.
In de nacht van 23 op 24 augustus lanceerden de Britten enkele tegenaanvallen, maar slaagden er niet in de Duitse divisies terug over het kanaal te drijven.

## De terugtocht
In de avond van 23 augustus bereikten berichten het BEF commando dat het 5de Franse leger bezig was zich terug te trekken.
Op 24 augustus om twee uur 's nachts werd order gegeven het IIde Britse Legerkorps terug te trekken naar lijn Valenciennes-Maubeuge en daar de verdediging te voeren.
Een eerste gedeeltelijke Britse terugtocht begon de morgen van 24 augustus. Het afbreken van het contact werd gedekt door de brigades die op 23 augustus niet ingezet waren.
De Britten namen defensieve stellingen in langs de spoorweg van Dour tot Wasmes. Ze hielden de Duitsers op tot vijf uur in de namiddag. Dan begon de algemene terugtocht.
Tal van zware achterhoedegevechten werden geleverd met aan beide kanten inzet van de artillerie. Ook hier waren er treffen met in colonne opmarcherende Duitse troepen die neergemaaid werden door de Britse mitrailleurs en gericht geweervuur. Ook cavalerie moest ingezet worden en ook hier streden de cavalerietroepen afgestegen.
Bij het vallen van de avond op 24 augustus waren de BEF terug getrokken tot de weg Valenciennes-Maubeuge, waar de nieuwe defensieve lijn zou liggen.
Gezien de overmacht van de Duitsers en het terugtrekken van het 5de Franse Leger had de BEF geen andere keuze dan een verdere terugtocht, het Iste Britse Legerkorps naar Landrecies en het IIde Britse Legerkorps naar Le Cateau.
De Duitsers zetten de achtervolging in. Achterhoede gevechten werden geleverd bij Le Cateau op 26 augustus, bij Etreux op 27 augustus en bij Néry op 1 september. De grote terugtocht, over een afstand van 400 km, verliep al bij al in goede orde. Ze duurde uiteindelijk twee weken om te eindigen ten zuiden van de Marne.

## Bespreking

### Tactisch en strategisch
Het BEF had de omvatting van het 5de Franse Leger belet en de Duitse opmars achtenveertig uur vertraagd.
De eis van het 2de Duitse Leger, waaraan het 1ste Duitse Leger ondergeschikt was gesteld, hun rechterflank te beschermen eerder dan aan te vallen West van Bergen was een tactische fout die een omvatting van de BEF uitsloot en leidde tot een frontale botsing. Anderzijds was de slag een succes voor de Duitsers: ze waren erin geslaagd het kanaal Condé-Bergen-Charleroi te overschrijden, naar Frankrijk door te stoten en hun opmars verder te zetten. Ze zouden pas in de Slag aan de Marne definitief gestopt worden.
De Slag bij Bergen was de eerste slag die Groot-Brittannië leverde in de oorlog die zou bekend worden als de Groote Oorlog en later als de Eerste Wereldoorlog. Op tactisch  vlak hadden de Britten hun superioriteit bevestigd. De Britten ervoeren de slag als een morele overwinning. Het vertrouwen in het land in het algemeen en in zijn strijdkrachten in het bijzonder werd bevestigd.

### Verliezen
Volgens Britse officiële geschiedschrijving leden de Britten 1.638 verliezen (gesneuvelden en gekwetsten), de meesten bij de twee bataljons van de 8ste Brigade die de saillant verdedigden.
Het 1ste Duitse Leger heeft geen melding gemaakt van het aantal verliezen. Britse historici vermelden “hoge verliezen aan Duitse kant”, geschat op 3000 tot 5000 man. Na de oorlog maakten Duitse  documenten gewag van 2145 gevallenen van 20 tot 31 augustus. 

## Nalatenschap
De Slag bij Bergen verwierf een haast mythische vermaardheid en leidde tot de legende de engelen van Bergen. In de Britse geschiedschrijving wordt de slag voorgesteld als een onwaarschijnlijke overwinning, tegen alle verwachtingen in, gelijkaardig aan de Slag bij Azincourt in 1415.
De Duitsers richtten de militaire begraafplaats van Saint Symphorien in voor Duitse en Britse soldaten die sneuvelden bij Bergen op 23 en 24 augustus 1914. Oorspronkelijk waren er 245 Duitse en 188 Britse soldaten begraven. Later werd de begraafplaats gebruikt als verzamelbegraafplaats. De eerste en de laatste Britse gevallenen van de Eerste Wereldoorlog hebben er hun laatste rustplaats: Private John Parr, 4th Battalion, Middlesex Regiment, 21 augustus 1914, en de laatste, Private Gordon Price, Canadian Infantry, 11 november 1918.
Luik · Halen · Grenzen · 1ste Marne · Antwerpen · Race naar de Zee · 1ste Ieper · Neuve-Chapelle · 2de Ieper · 2de Artesië · Heuvel 62 · 3de Artesië · Loos · Verdun · Hulluch · Mount Sorrel (Zillebeke) · Somme · Arras · Vimy · 2de Aisne (Nivelle-Offensief) · Mesen · 3de Ieper (Passendale) · Cambrai · Lenteoffensief (Michael · Blücher-Yorck · Gneisenau · Georgette — 4de Ieper · 2de Marne — Rheims-Marneschutz) · Belleaubos · Château-Thierry · Hamel · Honderddagenoffensief